# Давит Мујири
Давит Мујири (2. јануар 1978) бивши је грузијски фудбалер.

## Каријера
Током каријере играо је за Динамо Тбилиси, Шериф Тираспољ, Штурм и многе друге клубове.

## Репрезентација
За репрезентацију Грузије дебитовао је 2003. године. За национални тим одиграо је 25 утакмица и постигао 1 гол.

## Статистика
| Грузија | Грузија | Грузија |
| Год.    | Ута.    | Гол.    |
| ------- | ------- | ------- |
| 2003    | 1       | 0       |
| 2004    | 2       | 0       |
| 2005    | 7       | 0       |
| 2006    | 6       | 1       |
| 2007    | 6       | 0       |
| 2008    | 3       | 0       |
| Укупно  | 25      | 1       |